# Litoria olongburensis
Litoria olongburensis là ếch loài đặc hữu của Úc. Màu sắc thay đổi màu sắc từ màu nâu đến màu xanh đậm, sinh sống đầm lầy dày và thường có tính axit của Wallum dọc theo bờ biển Queensland và New South Wales. Chúng giao phối mùa đến vào đầu mùa xuân, thường sau khi mưa lớn. 
Môi trường sống tự nhiên của nó là vùng đầm lầy nhiệt đới hoặc cận nhiệt đới, các đầm lầy Wallum, hồ nước ngọt, hồ nước ngọt liên tục, đầm lầy nước ngọt, và nước ngọt liên tục tuần hành.
Loài này được coi là dễ bị tổn thương có khoảng 10.000-50.000 con ếch như vậy trong tự nhiên. Bất chấp những nỗ lực bảo tồn, dân số tiếp tục giảm. Mất môi trường sống, thực vật xâm lấn, và bệnh tật (đặc biệt là nấm chytrid) đang góp phần vào sự mất mát của số lượng loài này.